# Episodi di American Horror Story (undicesima stagione)
L'undicesima stagione della serie televisiva American Horror Story, intitolata American Horror Story: NYC e composta da dieci episodi, è stata trasmessa in prima visione negli Stati Uniti d'America sul canale via cavo FX dal 19 ottobre al 16 novembre 2022. 
In Italia la stagione è stata pubblicata sulla piattaforma streaming Disney+ dal 28 dicembre 2022 al 15 febbraio 2023.
Il cast principale di questa stagione è composto da: Billie Lourd, Charlie Carver, Isaac Cole Powell, Zachary Quinto, Sandra Bernhard, Patti LuPone, Joe Mantello, Denis O'Hare, Leslie Grossman e Russell Tovey.
| nº | Titolo originale           | Titolo italiano                 | Prima TV USA     | Pubblicazione Italia |
| -- | -------------------------- | ------------------------------- | ---------------- | -------------------- |
| 1  | Something's Coming         | Sta arrivando qualcosa          | 19 ottobre 2022  | 28 dicembre 2022     |
| 2  | Thank You for Your Service | Grazie per il vostro servizio   | 19 ottobre 2022  | 28 dicembre 2022     |
| 3  | Smoke Signals              | Segnali di fumo                 | 26 ottobre 2022  | 28 dicembre 2022     |
| 4  | Black Out                  | Blackout                        | 26 ottobre 2022  | 4 gennaio 2023       |
| 5  | Bad Fortune                | Cattiva sorte                   | 2 novembre 2022  | 11 gennaio 2023      |
| 6  | The Body                   | Il cadavere                     | 2 novembre 2022  | 18 gennaio 2023      |
| 7  | The Sentinel               | La sentinella                   | 9 novembre 2022  | 25 gennaio 2023      |
| 8  | Fire Island                | L'isola del Fuoco               | 9 novembre 2022  | 1º febbraio 2023     |
| 9  | Requiem 1981/1987 Part One | Requiem 1981/1987 Prima parte   | 16 novembre 2022 | 8 febbraio 2023      |
| 10 | Requiem 1981/1987 Part Two | Requiem 1981/1987 Seconda parte | 16 novembre 2022 | 15 febbraio 2023     |

## Sta arrivando qualcosa
- Titolo originale: Something's Coming
- Diretto da: John J. Gray
- Scritto da: Ryan Murphy e Brad Falchuk

### Trama
Nel 1981, a New York City, il giornalista Gino Barelli, che lavora presso il New York Native, pressa il suo fidanzato, il detective Patrick Read, per avere informazioni su una serie di omicidi ai danni di uomini gay, ma lui si rifiuta per paura di essere denunciato dal suo superiore. Nel frattempo il giovane Adam Carpenter smarrisce il suo coinquilino Sully a Central Park subito dopo aver visto avvicinarsi un uomo molto muscoloso con una maschera di pelle. Adam denuncia l’accaduto alla polizia ma gli viene impedito di denunciare già la scomparsa dell’amico. Dopo aver visto una foto dell’uomo con la maschera esposta in una bathhouse locale, Adam risale al fotografo, il giovane Theo Graves, e scopre che l’uomo, soprannominato Big Daddy, è morto due anni prima. Patrick, che soffre la sua condizione da omosessuale non dichiarato, incontra sua moglie Barbara per discutere i termini del loro divorzio. Gino, dopo aver parlato con Adam, investiga sulla sparizione di Sully e incontra il sicario Henry. Poco dopo Gino, resosi conto di essere stato drogato tramite un drink preso al bar, viene rapito da un uomo. 
Contemporaneamente, la dottoressa Hannah Wells scopre la presenza di un nuovo virus in un gruppo di cervi su Fire Island, e per evitare che la malattia si espanda all’uomo ordina alla sua squadra di uccidere l’interno branco dell’isola.
- Guest star: Lee Aaron Rosen (Capitano Ross), Jeff Hiller (signor Whitely), Jared Reinfeldt (John Sullivan "Sully"), Kyle Beltran (Morris), Quei Tann (Lita), Clara McGregor (Fran), Brian Ray Norris (detective Mulcahey), Brian Cheney (sindaco), Danny Garcia (commissario Manney) e Kal Penn (Mac Marzara).
- Ascolti USA:  telespettatori 384 000 – rating 18-49 anni 0,1%[4]

## Grazie per il vostro servizio
- Titolo originale: Thank You for Your Service
- Diretto da: Max Winkler
- Scritto da: Ned Martel, Charlie Carver e Manny Coto

### Trama
Il rapitore di Gino, il signor Whitley, lo libera dopo aver notato il tatuaggio della Marine di Gino. Il giorno successivo, la dottoressa Wells dice al fidanzato di Theo, il ricco curatore di arte erotica Sam, che ha un'ameba a trasmissione sessuale. Whitley si presenta all'ufficio di Wells con un'eruzione cutanea incurabile. La polizia molesta Adam dopo che ha deriso una guardia in un'intervista con Gino per non aver fatto nulla per gli omicidi. Preoccupata per i recenti omicidi, l'ex moglie di Patrick, Barbara, presenta a Gino una scatola di attrezzi BDSM che Patrick ha tenuto nascosto. Quella notte, Adam ha esperienze inquietanti in metropolitana e in una discoteca. Fran, assunta da Gino per ottenere una prospettiva femminile nel suo articolo, incontra la dottoressa Wells e afferma che il governo degli Stati Uniti è la causa dell'origine del virus. Sam tiene prigioniero un giovane in una gabbia nel suo seminterrato. Whitely pugnala un uomo al collo in un bar e la polizia scopre parti del corpo delle vittime in un vicolo appese a ganci per la carne.
- Guest star: Rebecca Dayan (Alana), Jeff Hiller (signor Whitely), Quei Tann (Lita), Clara McGregor (Fran), Kyle Beltran (Morris), Brian Ray Norris (detective Mulcahey), Taylor Bloom (Stewart "Stu"), Casey Thomas Brown (Hans Henkes), Hale Appleman (Daniel Kanowicz), Gideon Glick (Cameron Deitrich) e Kal Penn (Mac Marzara).
- Ascolti USA: telespettatori 276 000 – rating 18-49 anni 0,08%[4]

## Segnali di fumo
- Titolo originale: Smoke Signals
- Diretto da: John J. Gray
- Scritto da: Brad Falchuk e Manny Coto

### Trama
Fran sostiene che il virus sia un'arma biologica. Il prigioniero di Sam, Stewart, scappa. Patrick interroga Sam, che insiste che tutto fosse consensuale. Una chiamata del signor Whitely porta Patrick a una festa al magazzino. Lì, segue un uomo imbrigliato in una stanza sul retro e lo frusta. Adam e Theo vanno ad un appuntamento all'Ascension Club, dove Adam insiste che Big Daddy sia ancora vivo. Whitley ordina ad Adam un Mai Tai prima che Big Daddy chiuda le porte del bar e incendi il club con una bottiglia molotov. La dottoressa Wells preleva il sangue da Adam e Whitley per i test sul virus. Gino e Patrick inseguono Whitley in giro per l'ospedale. Whitley trattiene Gino all'obitorio e lo rinchiude vivo in una delle celle.
- Guest star: Rebecca Dayan (Alana), Jeff Hiller (signor Whitely), Sis (Dunaway), Taylor Bloom (Stewart "Stu"), Casey Thomas Brown (Hans Henkes), Hale Appleman (Daniel Kanowicz), Gideon Glick (Cameron Deitrich) e Kal Penn (Mac Marzara).
- Ascolti USA: telespettatori 378 000 – rating 18-49 anni 0,1%[5]

## Blackout
- Titolo originale: Black Out
- Diretto da: Jennifer Lynch
- Scritto da: Ned Martel e Charlie Carver

### Trama
I guasti alla rete elettrica causano black out in tutta la città. Patrick salva Gino dall'obitorio. Gino implora Kathy, la proprietaria di uno stabilimento balneare locale, di fare una dichiarazione sugli omicidi. Hans, il presentatore delle feste nel magazzino, viene trovato morto dal suo amico Daniel. Theo rompe con Sam per Adam. Sam intercetta Adam per strada e lo prende per fare un giro, dicendogli che Theo si annoierà di lui. Patrick esce con il capitano Marzara. Temendo che possa essere l'assassino, Barbara mostra la maschera di pelle di Patrick a Gino. Whitely chiama Patrick alla stazione, identificandolo per nome. A Central Park, Big Daddy dà la caccia a Patrick con una mazza a catena. A una festa in un magazzino oscurato, Adam e Daniel incoraggiano gli altri a organizzarsi. Implorando la verità, Gino affronta Patrick con la maschera e sviene. Daniel e un amico seguono Whitley nel suo complesso di appartamenti. I tre sono in un ascensore quando la corrente si interrompe e Whitley brandisce un coltello.
- Guest star: Jeff Hiller (signor Whitely), Kyle Beltran (Morris), Brian Ray Norris (detective Mulcahey), Casey Thomas Brown (Hans Henkes), Hale Appleman (Daniel Kanowicz), Gideon Glick (Cameron Deitrich) e Kal Penn (Mac Marzara).
- Ascolti USA: telespettatori 279 000 – rating 18-49 anni 0,09%[5]

## Cattiva sorte
- Titolo originale: Bad Fortune
- Diretto da: Paris Barclay
- Scritto da: Our Lady J e Jennifer Salt

### Trama
Kathy assume Fran per leggere le carte nel suo negozio di tarocchi. Hannah, Adam e Theo visitano il negozio e tutti e tre ricevono la carta della morte. Gino anche fa visita al locale e si fa leggere la propria fortuna. L'Angelo della Morte appare e lo incoraggia a baciarla. Nel frattempo, Hannah visita il dottore e scopre che il suo numero di globuli rossi è basso. Confida ad Adam che anche lui e le altre vittime dell'incendio dell'Ascension Club hanno un basso numero di globuli rossi. Big Daddy attacca Patrick nell'appartamento di Barbara e in seguito strangola Barbara a morte. Il signor Whitely svela il suo piano finale: mostrare un corpo composto da diverse vittime all'imminente parata del Pride, per mostrare il suo disprezzo e sdegno per ciò che sente essere un falso senso di comunità e amicizia all'interno della comunità gay.
- Guest star: Jeff Hiller (signor Whitely), Brian Ray Norris (detective Mulcahey), Clara McGregor (KK), Gideon Glick (Cameron Deitrich) e Hale Appleman (Daniel Kanowicz).
- Ascolti USA: telespettatori 265 000 – rating 18-49 anni 0,08%[6]

## Il cadavere
- Titolo originale: The Body
- Diretto da: John J. Gray
- Scritto da: Brad Falchuk, Manny Coto e Our Lady J

### Trama
Due uomini trovano un corpo che indossa un cappuccio di pelle su una spiaggia di Fire Island e chiamano Patrick. Henry si avvicina a Gino nel suo appartamento e lo minaccia, sostenendo che gli articoli sugli omicidi hanno ostacolato le attività commerciali locali. Gino vede Patrick salire in macchina con Sam. Gino ed Henry seguono Patrick e Sam a Fire Island, dove Patrick rivela di aver incontrato Sam nel 1979. Hanno avuto un rapporto a tre con un giovane, Billy, che è finito per soffocare mentre era incappucciato / trattenuto in una gogna mentre Patrick fa sesso anale con lui. Sam ha chiamato Henry per smaltire il corpo per gli uomini. Henry porta con sé il signor Whitely, che è inorridito nello scoprire che la vittima che deve smembrare e di cui deve sbarazzarsi è un gay innocente e non un "criminale", ma è costretto a smembrare il suo cadavere. Patrick deduce che il socio di Henry, il signor Whitely, deve essere l'assassino del Mai Tai, riconoscendo nelle ossa di Billy lo stesso tipo di tagli delle vittime del killer. Henry e Gino attirano Whitely in un bar con una proposta di lavoro. All'interno, Henry segue Whitely in bagno e Whitely lo pugnala al collo con un sedativo. Gino chiama Patrick chiedendo aiuto.
- Guest star: Jeff Hiller (signor Whitely), Brian Ray Norris (detective Mulcahey), Gideon Glick (Cameron Deitrich), Ralph Adriel Johnson (Frankie) e Alexandre Bagot (Tom).
- Ascolti USA: telespettatori 191 000 – rating 18-49 anni 0,05%[6]

## La sentinella
- Titolo originale: The Sentinel
- Diretto da: Paris Barclay
- Scritto da: Our Lady J e Manny Coto

### Trama
Gino e Patrick entrano a casa di Whitely, una struttura per la macellazione della carne. Whitley li mette immediatamente fuori combattimento e li ammanetta ai tavoli. Henry riesce a far scivolare fuori una mano dalle manette. Ammette di essere consapevole che Whitley era l'assassino e, con una sega, si taglia l'altra mano per liberare anche Gino. Gino libera Patrick e Whitley tenta disperatamente di difendere le sue motivazioni prima che Patrick gli spari alla testa. Alla fine, dopo aver catturato l'assassino del Mai Tai, Patrick fa deragliare il NYPD in un articolo di giornale e si dimette. Comincia anche ad avere visioni di Barbara. Sentendosi sempre più malata, Hannah chiede a sua madre se può stare con lei. Adam fa notare a Gino che deve esserci ancora un assassino là fuori considerando che Whitley ha ucciso solo sette persone.
- Guest star: Jeff Hiller (signor Whitely), Quei Tann (Lita), Clara McGregor (KK), Brian Ray Norris (detective Mulcahey), Gideon Glick (Cameron Deitrich), Hale Appleman (Daniel Kanowicz) e Kal Penn (Mac Marzara).
- Ascolti USA: telespettatori 274 000 – rating 18-49 anni 0,08%[7]

## L'isola del Fuoco
- Titolo originale: Fire Island
- Diretto da: Jennifer Lynch
- Scritto da: Ned Martel, Charlie Carver e Our Lady J

### Trama
Su una barca in rotta verso Fire Island, Adam è preoccupato per la malattia di Theo. Sull'isola, Patrick respinge le preoccupazioni di Gino sulle escrescenze anormali su entrambi i loro corpi. Successivamente Patrick ha un'altra visione di Barbara. Henry confessa a Gino di essere innamorato di lui. Fran e le sue amiche riescono a respingere Big Daddy. Patrick spara in testa a Big Daddy dopo aver attaccato Gino e Adam, ma scompare. Sam droga il drink di Theo e lo lega nel bosco per essere sfruttato da Henry; tuttavia, Big Daddy spaventa Henry che scappa. Theo è abbracciato e accolto dalle anime delle vittime gay di Big Daddy.
- Guest star: Quei Tann (Lita), Clara McGregor (KK) e Taylor Bloom (Stewart "Stu").
- Ascolti USA: telespettatori 152 000 – rating 18-49 anni 0,05%[7]

## Requiem 1981/1987 Prima parte
- Titolo originale: Requiem 1981/1987 Part One
- Diretto da: Our Lady J
- Scritto da: Our Lady J

### Trama
Durante il funerale di Theo, Sam scopre di essere malato ed ha varie visioni, in cui è guidato da altri personaggi e ripercorre episodi del suo passato, affrontando i suoi drammi. A metà episodio muore a causa dei peggioramenti della malattia. 
6 anni dopo, nel 1987, anche Patrick è in ospedale e, man mano che la vitalità si esaurisce, ripercorre il proprio passato. Anche lui perde la vita dopo tali visioni, accudito fino all'ultimo da Gino.
- Guest star: Jeff Hiller (signor Whitely), Brian Ray Norris (detective Mulcahey), Taylor Bloom (Stewart "Stu"), Kieran Brown (Patrick da giovane) e Chris Henry Coffey (padre di Patrick).
- Ascolti USA: telespettatori 277 000 – rating 18-49 anni 0,09%[8]

## Requiem 1981/1987 Seconda parte
- Titolo originale: Requiem 1981/1987 Part Two
- Diretto da: Jennifer Lynch
- Scritto da: Ned Martel e Charlie Carver

### Trama
Adam arriva a casa di Hannah subito dopo la morte di quest'ultima e capisce di avergli trasmesso proprio lui la malattia, dato che è sessualmente trasmissibile e lui le aveva donato il proprio sperma per la fecondazione assistita. Adam si reca al locale di Kathy e questa rivela che non si esibisce più perché è diventato pericoloso, poi consiglia al ragazzo di godersi la vita.
Nel 1987 Gino è al funerale di Patrick. Parte un montaggio sulle note di Radioaktivität dei Kraftwerk in cui Gino evita continuamente Big Daddy (che si rivela essere dunque solo una rappresentazione della malattia, ovviamente l'AIDS), infettando vari altri omosessuali. Nel 1991 anche Gino perde la vita ed il tutto termina con Adam che fa un elogio funebre per il defunto. 
- Guest star: Jeff Hiller (signor Whitely) e Brian Ray Norris (detective Mulcahey).
- Ascolti USA: telespettatori 191 000 – rating 18-49 anni 0,04%[8]